# Dessau Hauptbahnhof
Dessau Hauptbahnhof is een spoorwegstation in de Duitse plaats Dessau, deel van stadsdistrict Dessau-Roßlau. Het station werd in 1840 geopend. Het station wordt gecategoriseerd als een categorie 3 station.

## Treindienst
| Serie | Treinsoort                                 | Route | Bijzonderheden |
| ----- | ------------------------------------------ | --- | -------------- |
| S 2   | S-Bahn Mitteldeutschland (DB Regio Südost) | [ Dessau Hbf – ] / [ Jüterbog – Lutherstadt Wittenberg Hbf – ] Bitterfeld – Leipzig Hbf – Leipzig-Stötteritz |                |
| S 8   | S-Bahn Mitteldeutschland (DB Regio Südost) | [ Dessau Hbf – ] / [ Jüterbog – Lutherstadt Wittenberg Hbf – ] Bitterfeld – Halle (Saale) Hbf                |                |